# Justin Houston
Pour les articles homonymes, voir Houston (homonymie).
(en) Statistiques sur pro-football-reference
Justin Donovan Houston, né le 21 janvier 1989 à Statesboro dans l'État de Géorgie, est un joueur américain de football américain évoluant au poste de linebacker.
Il a joué au niveau universitaire pour les Bulldogs de l'université de Géorgie.
Comme professionnel, il joue respectivement pour la franchise des Chiefs de Kansas City (2011-2018), pour les Colts d'Indianapolis (2019-2020) et pour les Ravens de Baltimore (2021). Libéré par ces derniers, il est actuellement agent libre.

## Biographie

### Carrière universitaire
Étudiant à l'Université de Géorgie, il a joué pour l'équipe des Bulldogs de la Géorgie, évoluant dans la NCAA Division I FBS, de 2008 à 2010.

### Carrière professionnelle

#### Chiefs de Kansas City
Il est sélectionné par les Chiefs de Kansas City au troisième tour, comme 70e choix global, lors de la draft 2011 de la NFL.
Lors de la saison 2014, il mène la ligue au niveau des sacks au nombre de 22. Il bat le record des Chiefs à ce niveau et est passé près de battre le record de la ligue, qui appartient à Michael Strahan avec 22,5 sacks en 2001. La saison de Houston est couronnée par une présence dans la première équipe-type All-Pro de la ligue.
Sur le point de devenir agent libre, les Chiefs posent en mars 2015 un franchise tag (en) sur Houston pour la saison 2015. Houston et les Chiefs s'entendent finalement en juillet 2015 sur un contrat de 6 ans pour un montant de 101 millions de dollars, qui devient le contrat le plus lucratif pour un linebacker dans l'histoire de la NFL.
Il est libéré par les Chiefs le 10 mars 2019, après huit saisons avec l'équipe. 

#### Colts d'Indianapolis
Houston signe le 21 mars 2019 un contrat de 2 ans pour un montant de 24 millions de $ avec les Colts d'Indianapolis.
Il y fait ses débuts lors du premier match de la saison régulière perdu 24-30 en prolongation contre les Chargers de Los Angeles où il réussit 4 tackes et un sack (plaquage) sur Philip Rivers. En 5e semaine, contre son ancienne équipe, il effectue quatre tacles, deux autres tacles pour perte et un plaquage. Sa performance lui vaut d'être désigné meilleur joueur défensif AFC de la semaine. Deux semaines plus tard lors de la défaite 23-30 contre les Texans, il réussit deux plaquages sur Deshaun Watson. En 9e semaine, il ne peut éviter la défaite 24-26 contre les Steelers de Pittsburgh malgré un plaquage en zone d'en-but sur Mason Rudolph amenant un safety et un recouvrement d'un fumble forcé par son équipier Marvell Tell (en) sur Jaylen Samuels.
Houston récupère le no 50 qu'il portait chez les Chiefs après l'acquisition via un échange par les Colts aient de DeForest Buckner des 49ers de San Francisco. En 1re semaine contre les Jaguars de Jacksonville (défaite 20-27), il réussit son premier plaquage de la saison sur Gardner Minshew. Son autre performance de la saison 2020 se situe en 13e seùmaine lors de la victoire 26-20 contre les Texans de Houston où il plaque à trois reprises Deshaun Watson.

#### Ravens de Baltimore
Le 31 juillet 2021, il signe un contrat d'un an avec les Ravens de Baltimore. Le 11 novembre 2021, il enregistre son 100e sack en carrière contre les Dolphins de Miami, sur le quaterback Jacoby Brissett, devenant ainsi le 37e joueur de l'histoire à atteindre ce plateau.

## Statistiques
| Légende | Légende               |
| ------- | --------------------- |
|         | Mène la NCAA / NFL    |
|         | Gagnant du Super Bowl |
| Gras    | Record de carrière    |

| Taille              | Poids           | Bras           | Main           | Sprint   | Sprint   | Sprint   | Shuttle 20 yards | 3 cones drill | Détente        | Détente             | Développé couché | Test Wonderlic |
| Taille              | Poids           | Bras           | Main           | 40 yards | 10 yards | 20 yards | Shuttle 20 yards | 3 cones drill | verticale      | horizontale         | Développé couché | Test Wonderlic |
| 1,90 m (6 ft 2 ⅞in) | 122 kg (270 lb) | 88 cm (34½ in) | 28 cm (10⅞ in) | 4,76 s   | 1,62 s   | 2,61 s   | 4,37 s           | 6,95 s        | 93 cm (36½ in) | 3,18 m (10 fy 5 in) | 30               | -              |

| Année       | Équipe                 | Statut      | MJ |       | Plaquages | Plaquages | Plaquages | Plaquages |       | Interceptions | Interceptions | Interceptions | Interceptions |  | Fumbles | Fumbles |
| Année       | Équipe                 | Statut      | MJ | Total | Seul      | Ast.      | Sacks     | Nb.       | Yards | Déf.          | TD            | Nb.           | Rec.          |  |         |         |
| 2008        | Bulldogs de la Géorgie | Fr.         | 13 | 19    | 10        | 9         | 02,5      | 0         | 0     | 2             | 0             | 0             | 0             |  |         |         |
| 2009        | Bulldogs de la Géorgie | So.         | 10 | 39    | 22        | 17        | 07,5      | 0         | 0     | 1             | 0             | 0             | 1             |  |         |         |
| 2010        | Bulldogs de la Géorgie | Jr.         | 13 | 67    | 40        | 27        | 10,0      | 1         | 4     | 0             | 0             | 0             | 0             |  |         |         |
| Totaux NCAA | Totaux NCAA            | Totaux NCAA | 36 | 125   | 72        | 53        | 38,0      | 1         | 4     | 3             | 0             | 0             | 1             |  |         |         |

| Année      | Équipe                | MJ  |       | Plaquages | Plaquages | Plaquages | Plaquages |       | Interceptions | Interceptions | Interceptions | Interceptions |  | Fumbles | Fumbles |
| Année      | Équipe                | MJ  | Total | Seul      | Ast.      | Sacks     | Nb.       | Yards | Déf.          | TD            | Nb.           | Rec.          |  |         |         |
| 2011       | Chiefs de Kansas City | 16  | 56    | 46        | 10        | 05,5      | 0         | 0     | 4             | 0             | 1             | 1             |  |         |         |
| 2012       | Chiefs de Kansas City | 16  | 66    | 53        | 13        | 10,0      | 1         | 32    | 6             | 0             | 1             | 1             |  |         |         |
| 2013       | Chiefs de Kansas City | 11  | 44    | 40        | 04        | 11,0      | 0         | 0     | 4             | 0             | 1             | 3             |  |         |         |
| 2014       | Chiefs de Kansas City | 16  | 68    | 59        | 09        | 22,0      | 0         | 0     | 5             | 0             | 4             | 0             |  |         |         |
| 2015       | Chiefs de Kansas City | 11  | 30    | 25        | 05        | 07,5      | 2         | 16    | 6             | 1             | 1             | 0             |  |         |         |
| 2016       | Chiefs de Kansas City | 05  | 21    | 20        | 01        | 04,0      | 0         | 0     | 1             | 0             | 1             | 0             |  |         |         |
| 2017       | Chiefs de Kansas City | 15  | 59    | 46        | 13        | 09,5      | 0         | 0     | 5             | 0             | 0             | 2             |  |         |         |
| 2018       | Chiefs de Kansas City | 12  | 37    | 28        | 09        | 09,0      | 1         | 04    | 1             | 0             | 5             | 3             |  |         |         |
| 2019       | Colts d'Indianapolis  | 16  | 44    | 33        | 11        | 11,0      | 0         | 0     | 0             | 0             | 2             | 3             |  |         |         |
| 2020       | Colts d'Indianapolis  | 16  | 25    | 19        | 06        | 08,0      | 0         | 0     | 0             | 0             | 0             | 0             |  |         |         |
| 2021       | Ravens de Baltimore   | 15  | 34    | 19        | 15        | 04,5      | 0         | 0     | 1             | 0             | 0             | 1             |  |         |         |
| Totaux NFL | Totaux NFL            | 149 | 485   | 390       | 95        | 102       | 4         | 52    | 33            | 1             | 18            | 14            |  |         |         |

| Année      | Équipe                | MJ |       | Plaquages | Plaquages | Plaquages | Plaquages |       | Interceptions | Interceptions | Interceptions | Interceptions |  | Fumbles | Fumbles |
| Année      | Équipe                | MJ | Total | Seul      | Ast.      | Sacks     | Nb.       | Yards | Déf.          | TD            | Nb.           | Rec.          |  |         |         |
| 2013       | Chiefs de Kansas City | 1  | 4     | 3         | 1         | 1,0       | 0         | 0     | 1             | 0             | 0             | 1             |  |         |         |
| 2015       | Chiefs de Kansas City | 2  | 3     | 2         | 1         | 0,0       | 0         | 0     | 0             | 0             | 0             | 0             |  |         |         |
| 2016       | Chiefs de Kansas City | 1  | 6     | 5         | 1         | 0,0       | 0         | 0     | 0             | 0             | 0             | 0             |  |         |         |
| 2017       | Chiefs de Kansas City | 1  | 2     | 2         | 0         | 1,0       | 0         | 0     | 1             | 0             | 0             | 0             |  |         |         |
| 2018       | Chiefs de Kansas City | 2  | 4     | 4         | 0         | 2,0       | 0         | 0     | 1             | 0             | 0             | 1             |  |         |         |
| 2020       | Colts d'Indianapolis  | 1  | 1     | 0         | 1         | 0,5       | 0         | 0     | 0             | 0             | 0             | 0             |  |         |         |
| Totaux NFL | Totaux NFL            | 8  | 20    | 15        | 4         | 4,5       | 0         | 0     | 3             | 0             | 0             | 2             |  |         |         |

## Trophées et récompenses

### En NCAA
- Vainqueur du Deacon Jones Award 2014 ;
- Sélectionné dans l'équipe type All-American en 2010 ;
- Sélectionné dans l'équipe type de la Southeastern Conference (SEC) en 2010 ;
- Sélectionné dans la seconde équipe de la SEC en 2009[14].

### En NFL
- Sélectionné à quatre reprises pour le Pro Bowl (2012–2015) ;
- Sélectionné dans l'équipe type All Pro en 2014[15].